# Championnats de France de cyclisme sur piste 2025
Navigation
2024 2026
Les championnats de France de cyclisme sur piste 2025 se déroulent du 3 au 5 janvier sur le vélodrome de Bretagne à Loudéac. 
Ce vélodrome inauguré en décembre 2023 accueille pour la première fois les championnats de France élites, à guichets fermés, deux mois après avoir reçu l'édition Avenir des précédents championnats de France.

## Participants et favoris
113 concurrents sont engagés sur les différentes épreuves du week-end. 
Chez les hommes, le champion olympique 2024 Benjamin Thomas est en lice pour remporter la course aux points, l'américaine et l'omnium. Il est notamment opposé à son coéquipier Bryan Coquard dans ces mêmes épreuves, Thomas Denis est aligné sur la poursuite individuelle, l'américaine et l'omnium, et le champion paralympique Alexandre Léauté est au départ de la course au points et de l'omnium, dans le vélodrome de sa ville natale. Sébastien Vigier, Tom Derache et Rayan Helal font tous les trois partie des favoris sur le kilomètre, le keirin et la vitesse.
Du côté des femmes présentes sur la compétition, la multiple médaillée mondiale et européenne Taky Marie-Divine Kouamé est alignée sur le kilomètre, la vitesse et le keirin, Marie Le Net est au départ de la poursuite par équipe, la poursuite individuelle et la course aux points, quant à Marion Borras, elle participe au kilomètre, à la course aux points, la poursuite individuelle et l'américaine,,.
Les médaillés mondiaux Mathilde Gros, Victoire Berteau, Valentine Fortin et Thomas Boudat quant à eux sont absents de cette édition des championnats de France,.

## Résultats

### Hommes
| Compétitions                            | Or                                                                                | Argent | Bronze |
| --------------------------------------- | --------------------------------------------------------------------------------- | --- | --- |
| Épreuves élites                         |                                                                                   | | |
| Kilomètre                               | Étienne Oliviero                                                                  | Rayan Helal | Tom Derache |
| Keirin                                  | Sébastien Vigier                                                                  | Tom Derache | Étienne Oliviero |
| Vitesse                                 | Rayan Helal                                                                       | Sébastien Vigier | Tom Derache |
| Poursuite                               | Louis Pijourlet                                                                   | Erwan Besnier | Ellande Larronde |
| Poursuite par équipes                   | Auvergne-Rhône-Alpes- Léo Busson - Nathan Marcoux - Camille Charret - Jules Friot | Track Team Arc Alpin- Nathanaël Boutron - Dorian Carreau - Guillaume Monmasson - Louis Pijourlet - Christophe Brioux | Team Adris-La Crêpe de Broceliande-BLC- Gatien Le Rousseau - Alessio Gombaud - Maximilien Hamonic - Septime Le Normand Lucas |
| Course aux points                       | Benjamin Thomas                                                                   | Bryan Coquard | Erwan Besnier |
| Américaine                              | Cofidis- Benjamin Thomas - Bryan Coquard                                          | Laval Cyclisme 53- Erwan Besnier - Mathieu Dupé                                                                      | Track Team Arc Alpin- Louis Pijourlet - Dorian Carreau                                                                       |
| Omnium                                  | Benjamin Thomas                                                                   | Bryan Coquard | Jean-Louis Le Ny |
| Épreuves juniors                        |                                                                                   | | |
| Kilomètre                               |                                                                                   | | |
| Keirin                                  |                                                                                   | | |
| Vitesse                                 |                                                                                   | | |
| Vitesse par équipes (cadets et juniors) |                                                                                   | | |
| Poursuite                               |                                                                                   | | |
| Poursuite par équipes                   |                                                                                   | | |
| Course aux points                       |                                                                                   | | |
| Américaine                              |                                                                                   | | |
| Omnium                                  |                                                                                   | | |
| Élimination                             |                                                                                   | | |

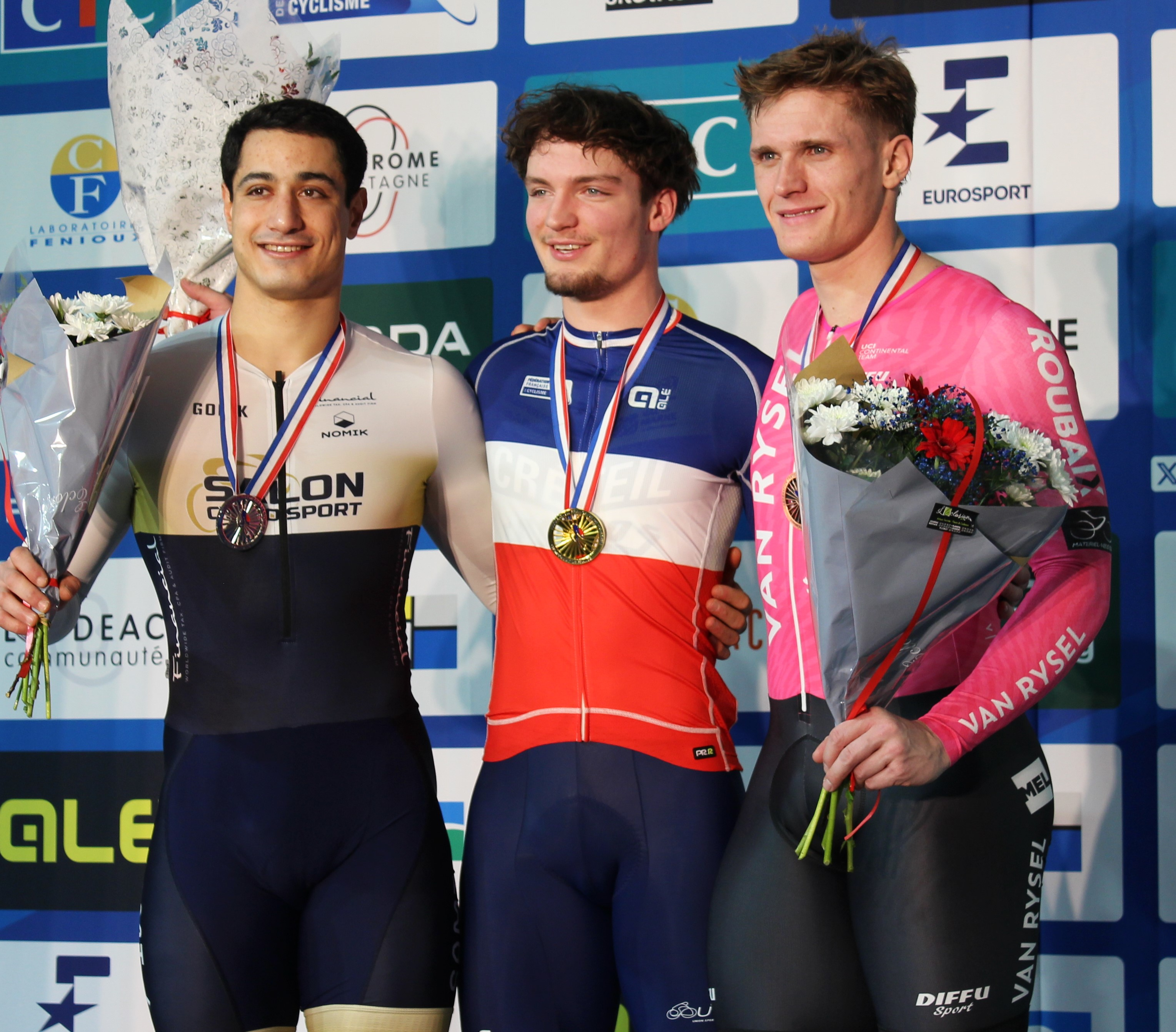
Podium du kilomètre élites.
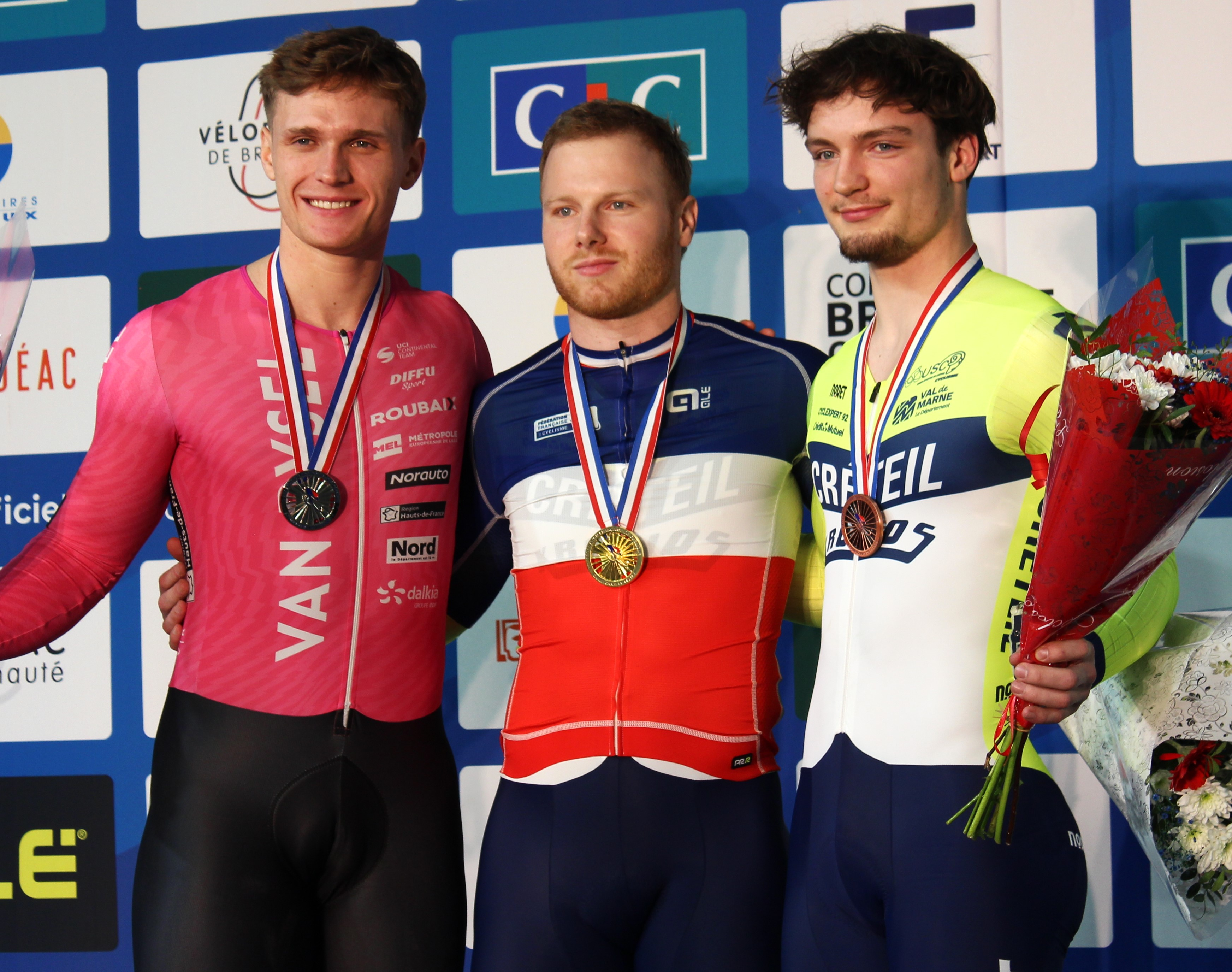
Podium du keirin élites.
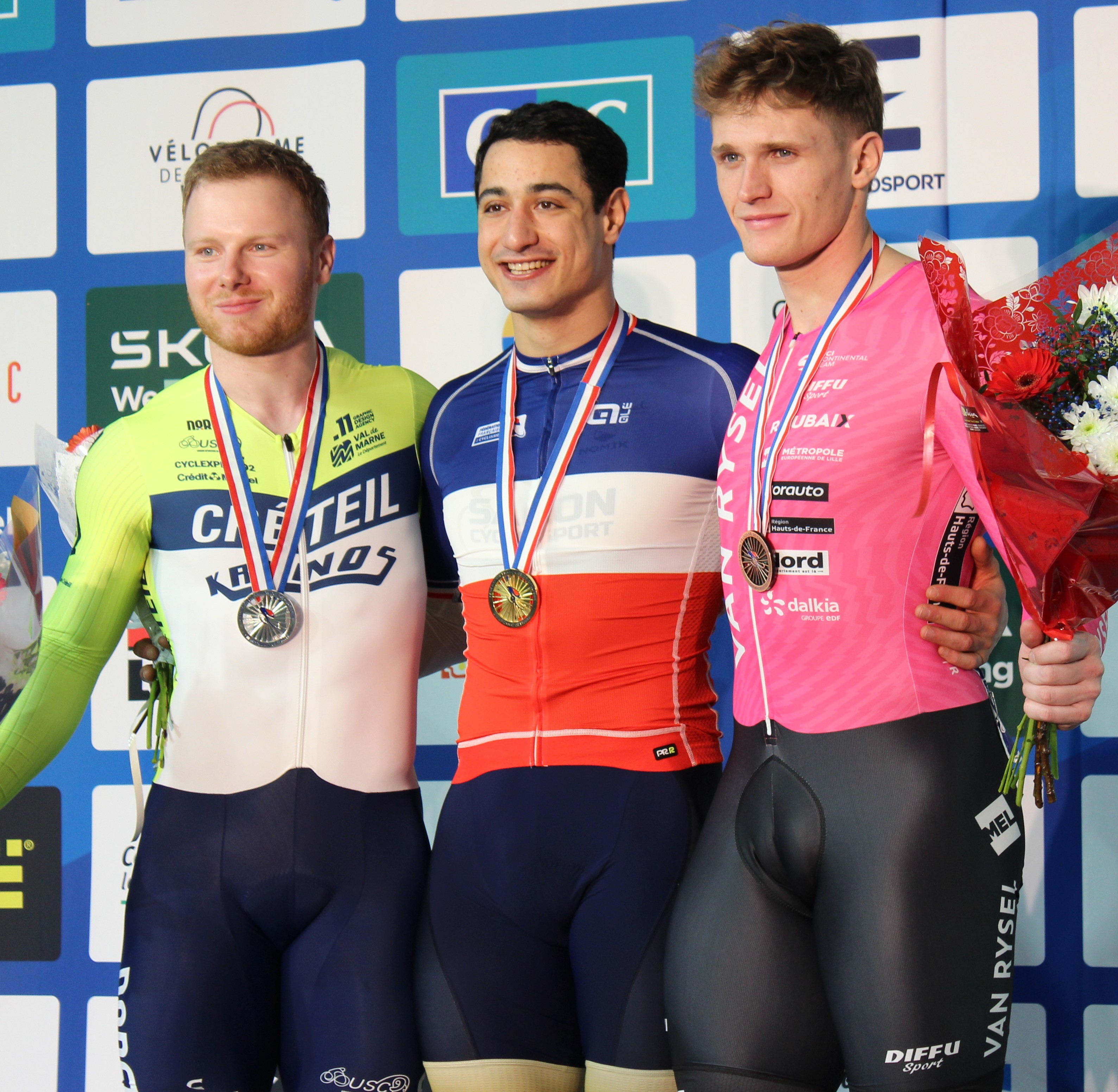
Podium de la vitesse élites.
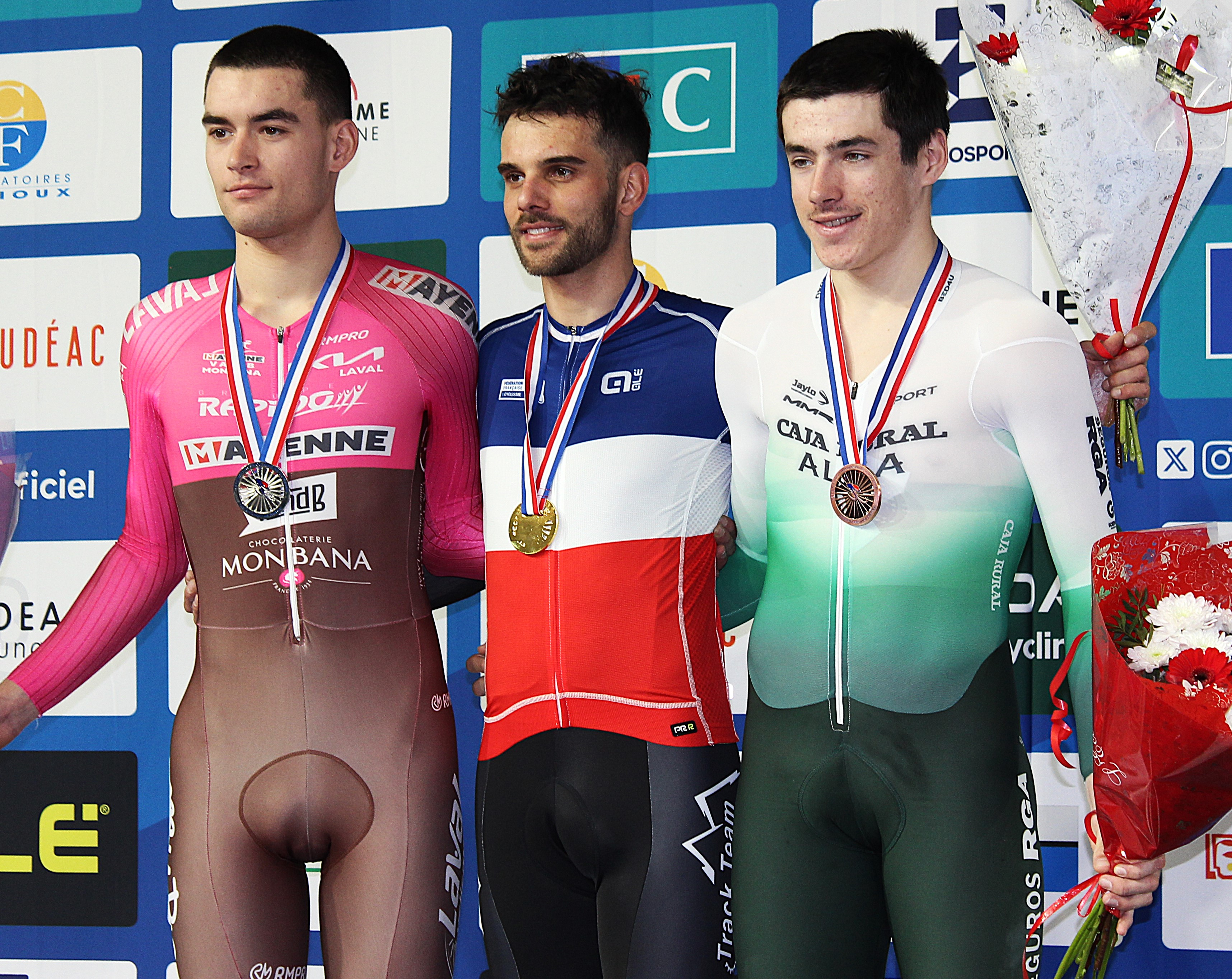
Podium de la poursuite élites.

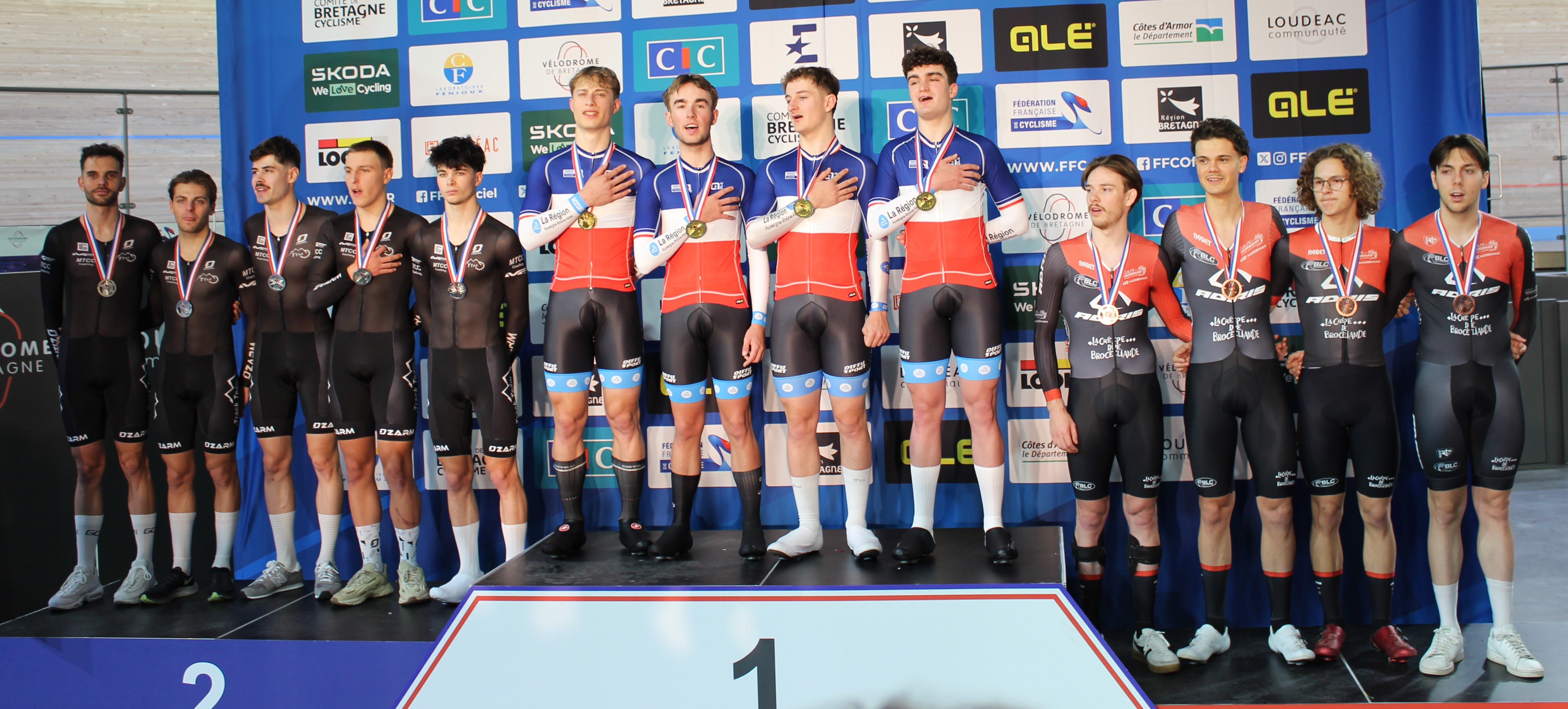
Podium de la poursuite par équipes élites.
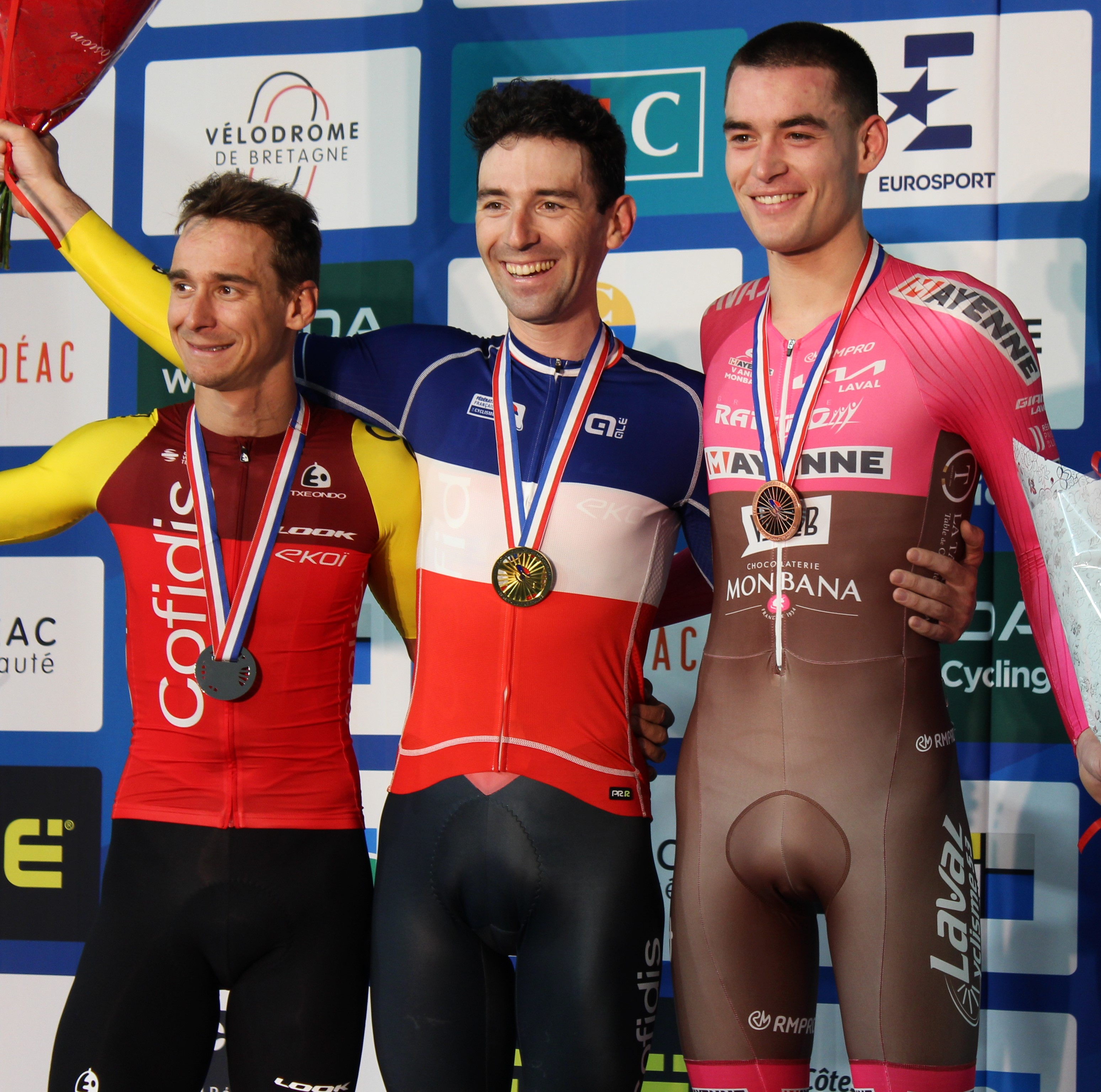
Podium de la course aux points élites.
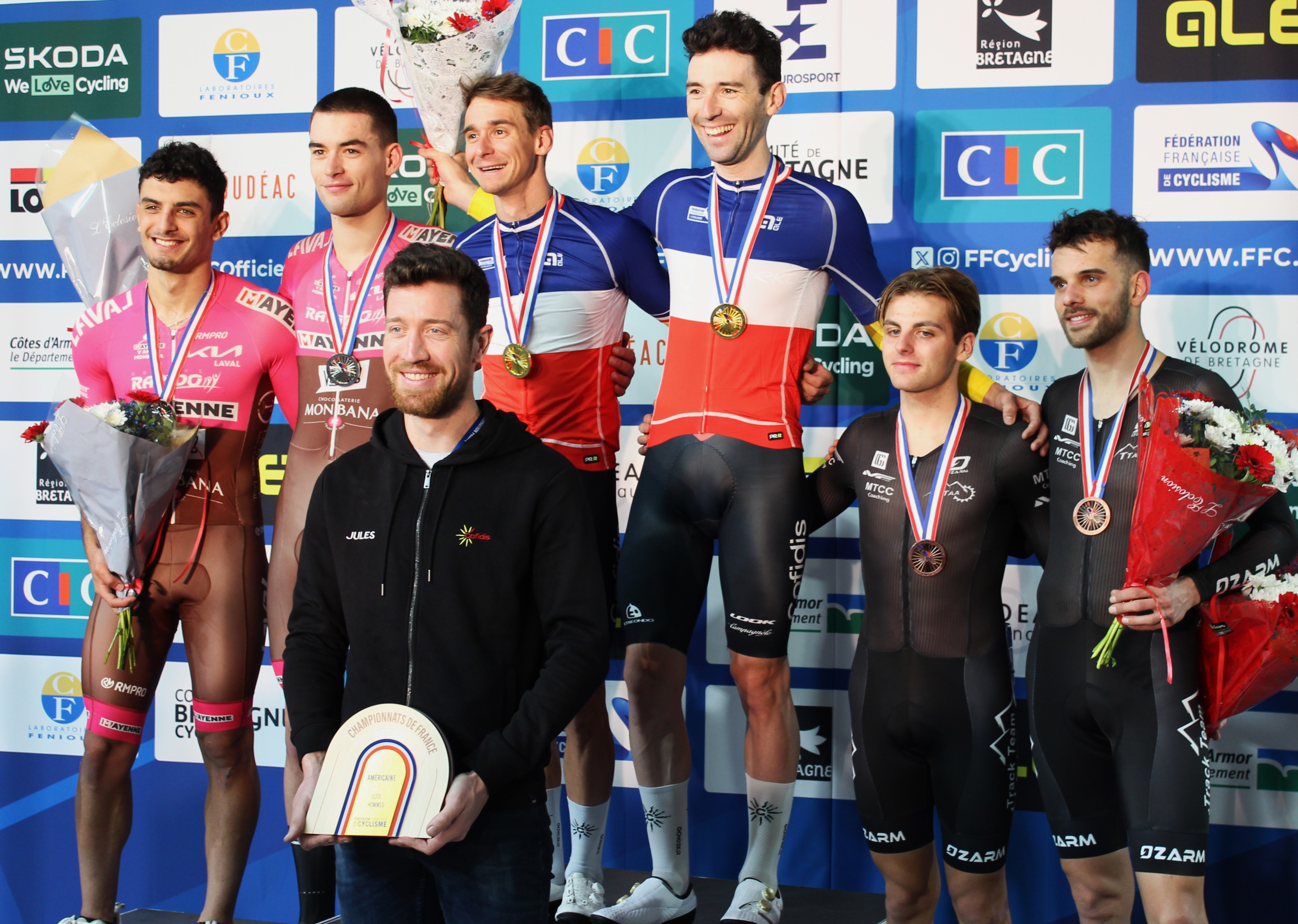
Podium de l'américaine élites.
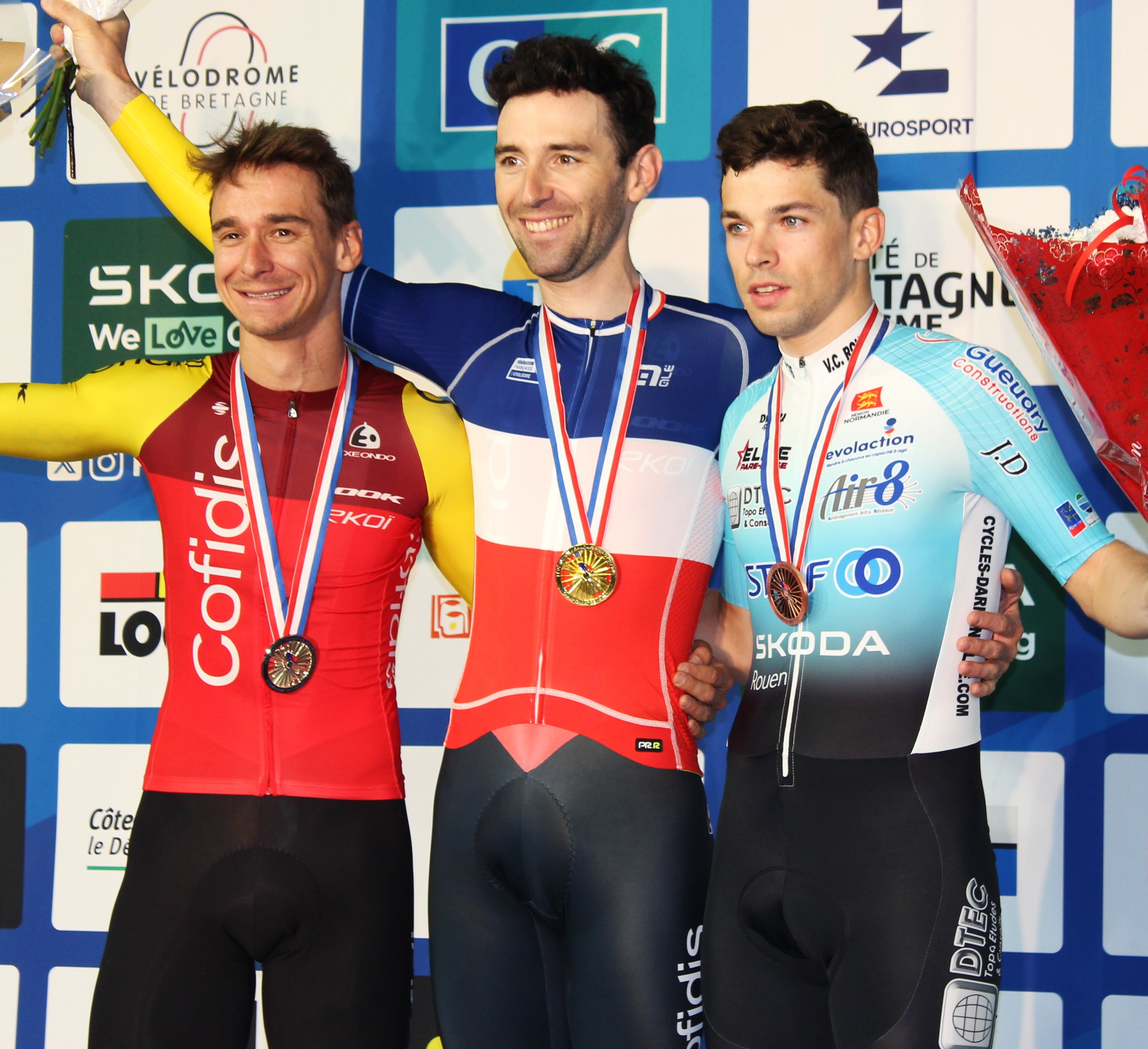
Podium de l'omnium élites.

### Femmes
| Compétitions                              | Or                                                                                         | Argent                                                                                     | Bronze                                                                        |
| ----------------------------------------- | ------------------------------------------------------------------------------------------ | ------------------------------------------------------------------------------------------ | ----------------------------------------------------------------------------- |
| Épreuves élites                           |                                                                                            |                                                                                            |                                                                               |
| Kilomètre                                 | Taky Marie-Divine Kouamé                                                                   | Marion Borras                                                                              | Marie Louisa Drouode                                                          |
| Keirin                                    | Marie Louisa Drouode                                                                       | Lou Dolez                                                                                  | Léa Grondin                                                                   |
| Vitesse                                   | Marie Louisa Drouode                                                                       | Taky Marie-Divine Kouamé                                                                   | Julie Michaux                                                                 |
| Poursuite                                 | Marion Borras                                                                              | Mélanie Dupin                                                                              | Elina Cabot                                                                   |
| Poursuite par équipes                     | Bretagne- Clémence Chéreau - Léonie Mahieu - Marie Le Net - Ilona Rouat - Aurore Pernollet | Team Elles In Extenso Sport- Mélanie Dupin - Marine Ange - Kristina Nenadovic - Léane Tabu | Hauts-de-France- Constance Marchand - Elina Cabot - Lou Dolez - Maylia Masset |
| Course aux points                         | Marion Borras                                                                              | Marie Le Net                                                                               | Aurore Pernollet                                                              |
| Américaine                                | Cofidis- Marion Borras - Flavie Boulais                                                    | Bretagne- Marie Le Net - Clémence Chéreau                                                  | AC Lanester 56- Léonie Mahieu - Aurore Pernollet                              |
| Omnium                                    | Marie Le Net                                                                               | Elina Cabot                                                                                | Aurore Pernollet                                                              |
| Épreuves juniors                          |                                                                                            |                                                                                            |                                                                               |
| 500 mètres                                |                                                                                            |                                                                                            |                                                                               |
| Keirin                                    |                                                                                            |                                                                                            |                                                                               |
| Vitesse                                   |                                                                                            |                                                                                            |                                                                               |
| Vitesse par équipes (cadettes et juniors) |                                                                                            |                                                                                            |                                                                               |
| Poursuite                                 |                                                                                            |                                                                                            |                                                                               |
| Course aux points                         |                                                                                            |                                                                                            |                                                                               |
| Omnium                                    |                                                                                            |                                                                                            |                                                                               |
| Élimination                               |                                                                                            |                                                                                            |                                                                               |

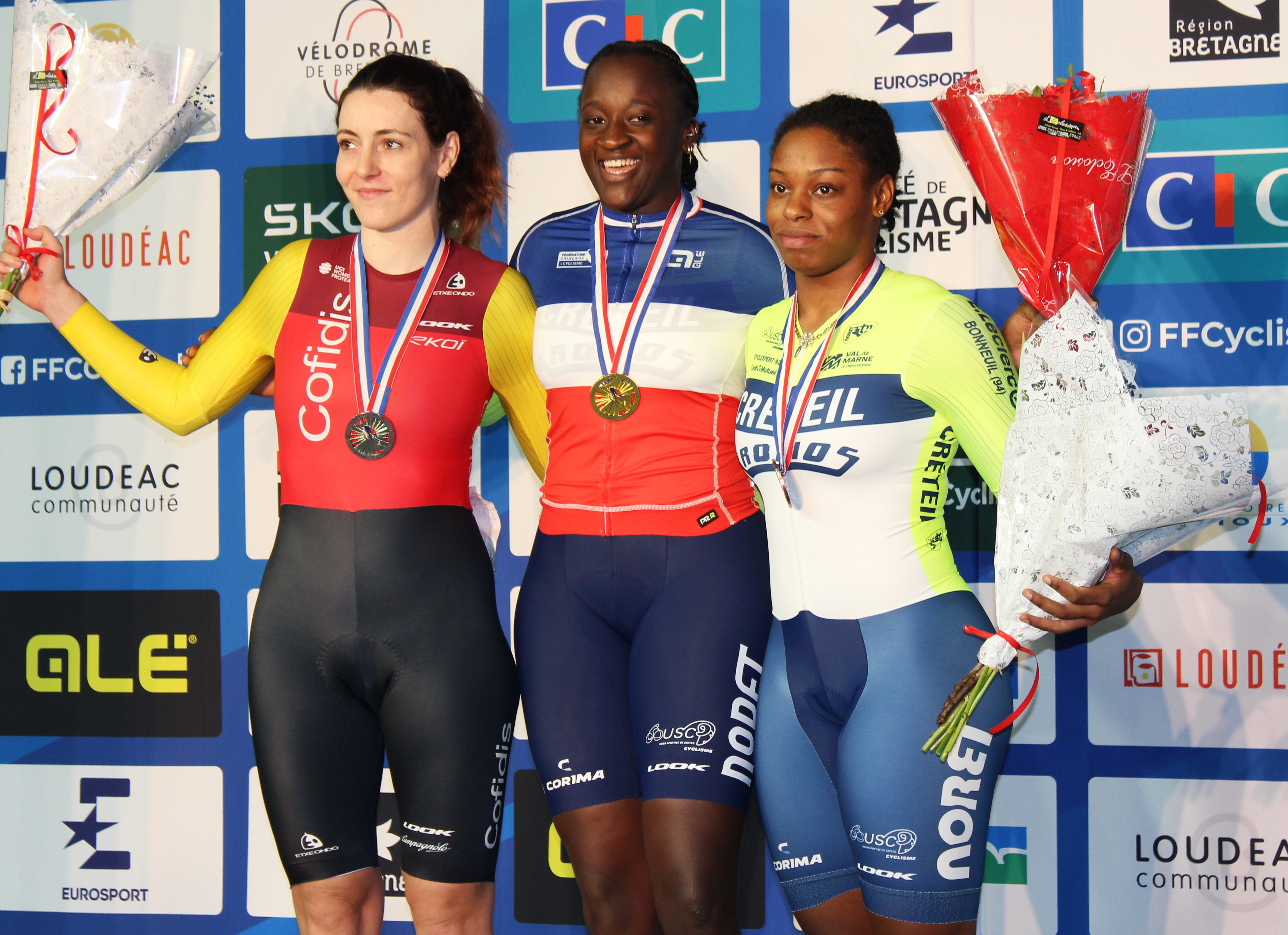
Podium du kilomètre élites.
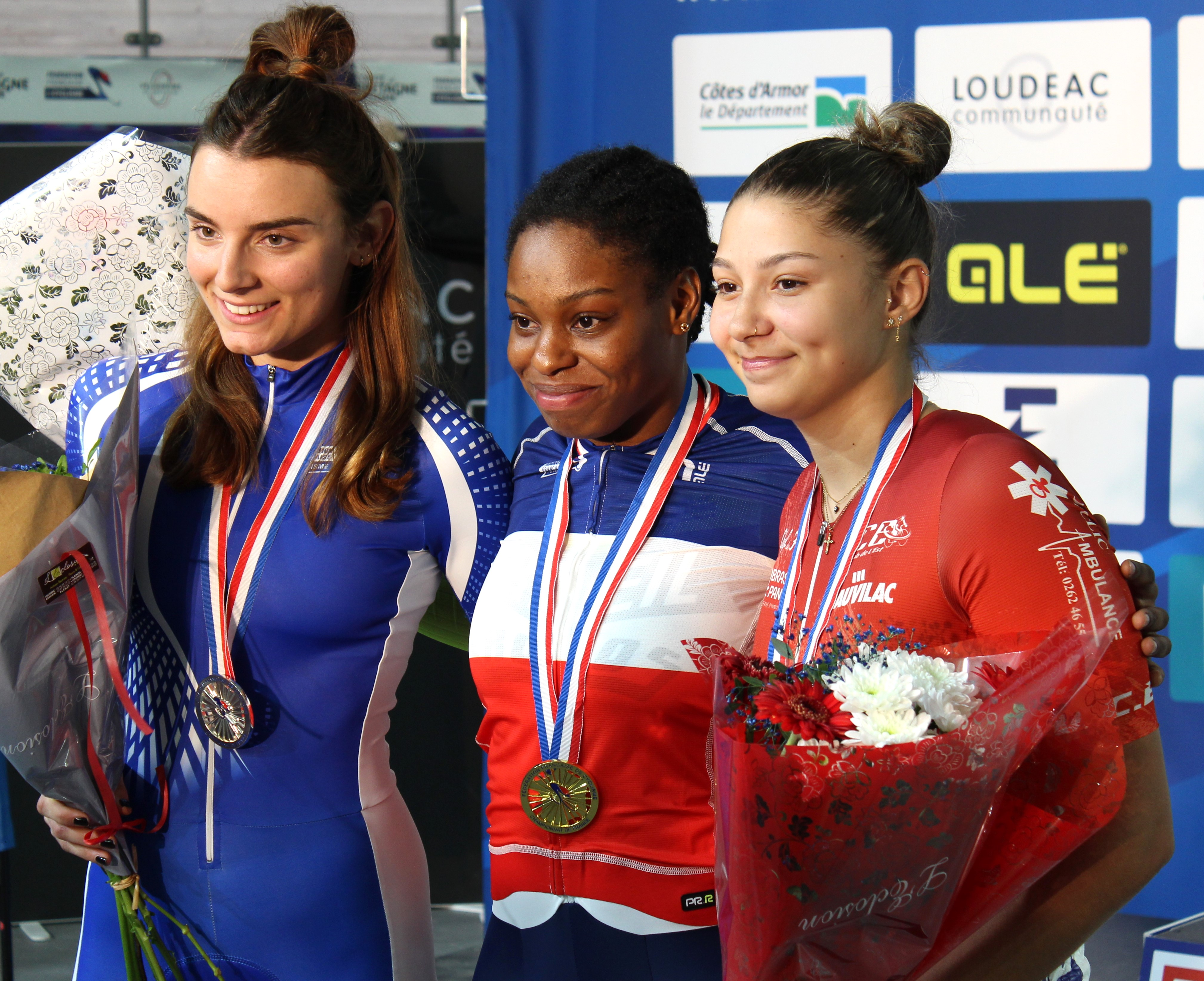
Podium du keirin élites.
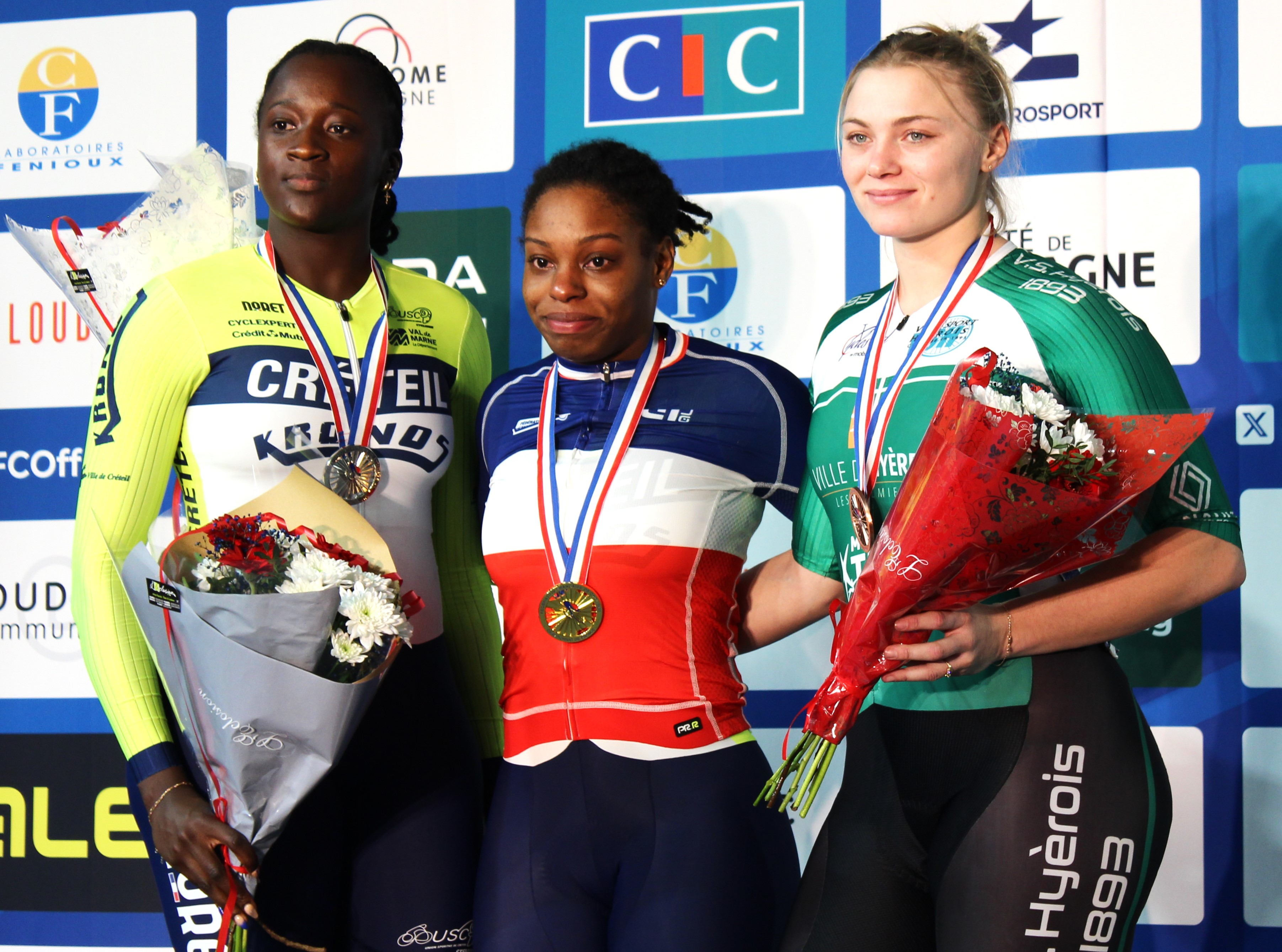
Podium de la vitesse élites.
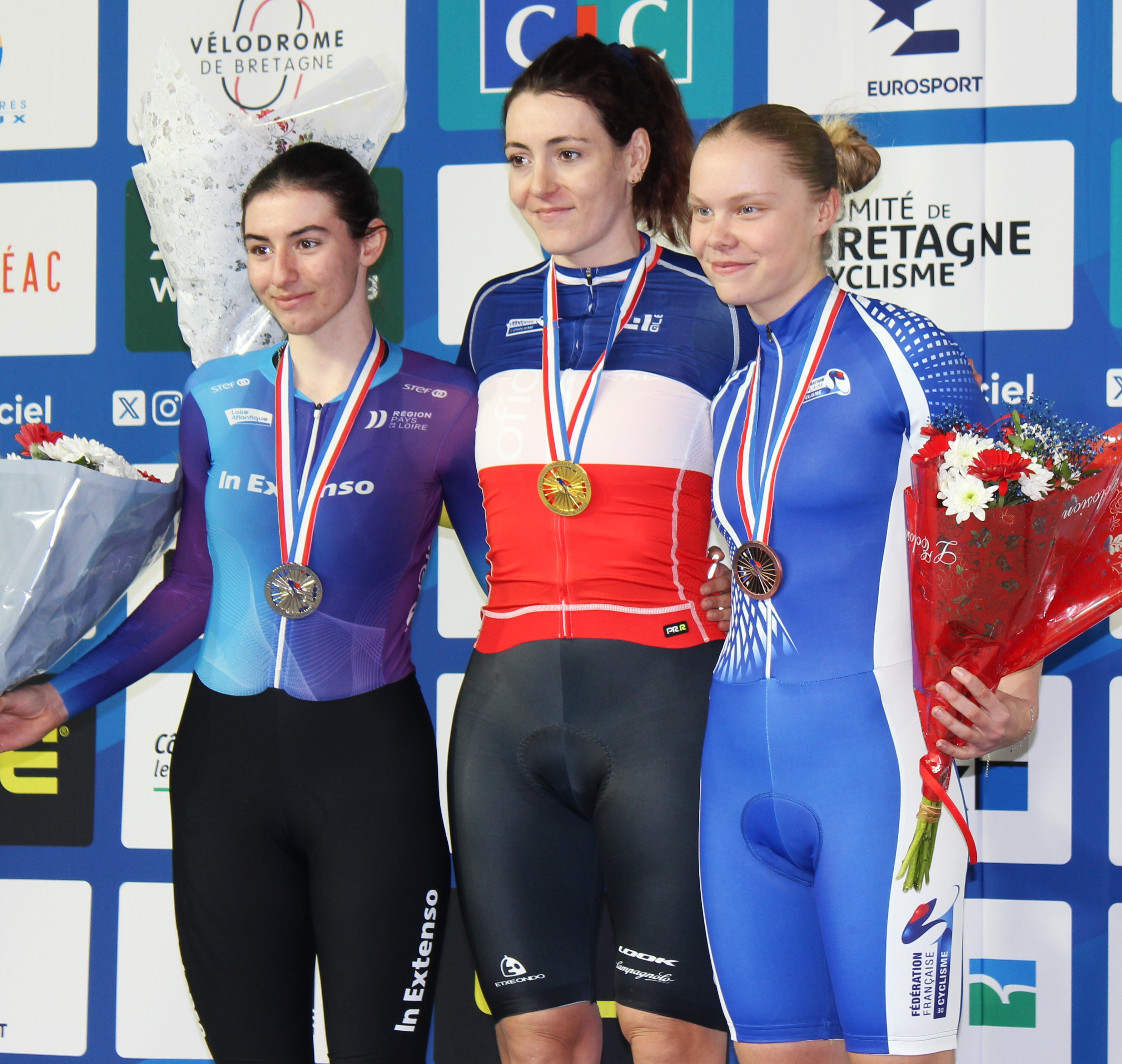
Podium de la poursuite élites.

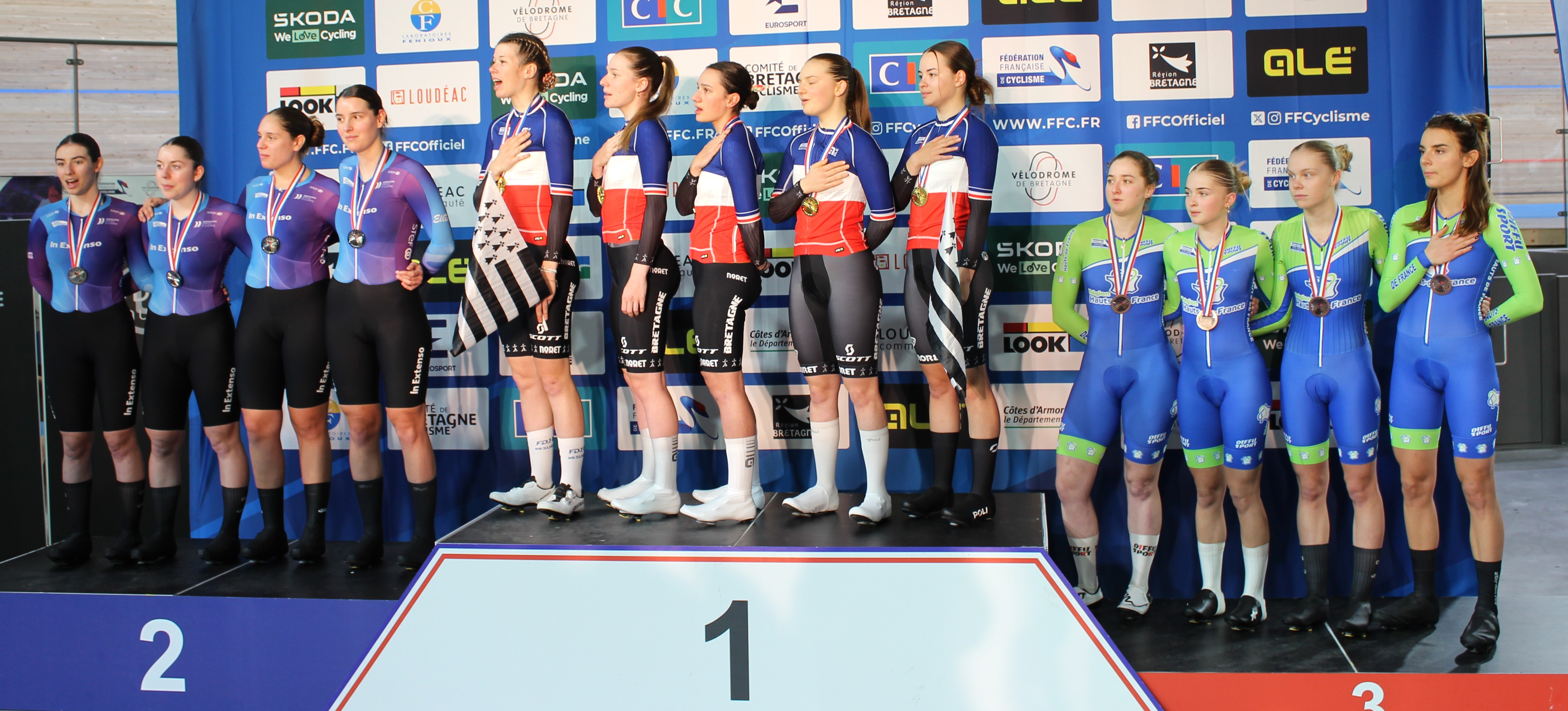
Podium de la poursuite par équipes élites.
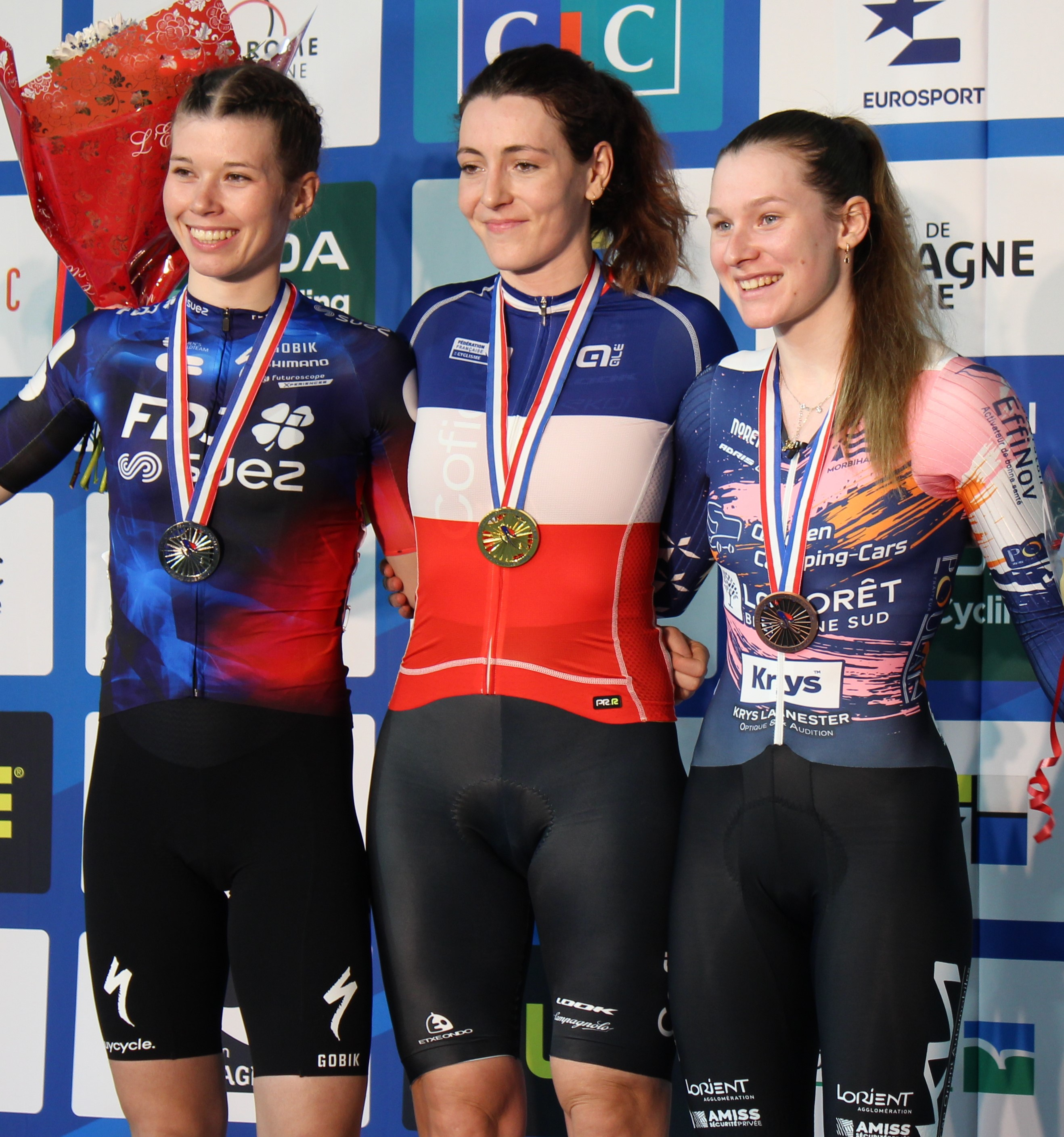
Podium de la course aux points élites.
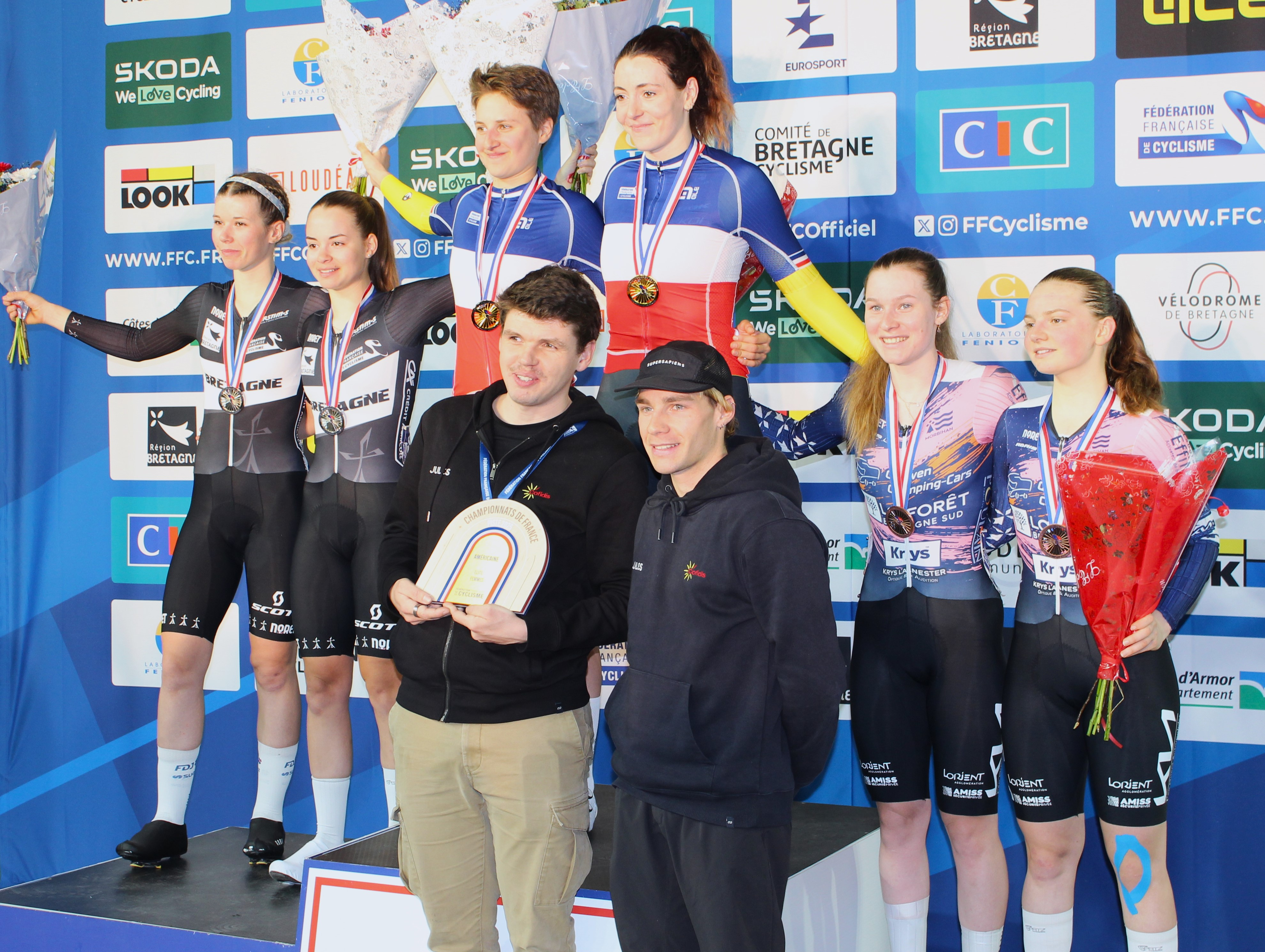
Podium de l'américaine élites.
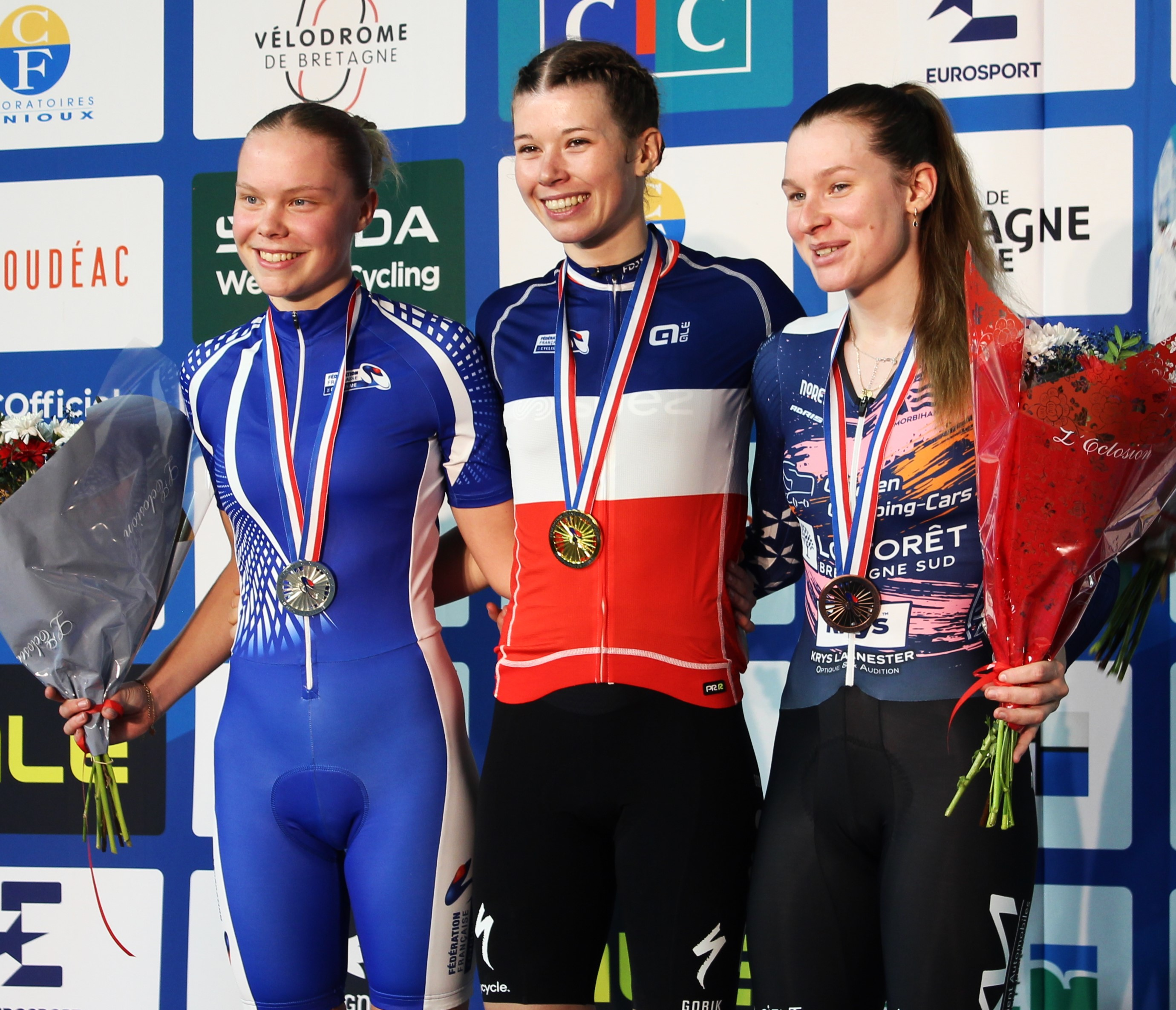
Podium de l'omnium élites.